# NGC 358

NGC 358

NGC 358 هي مجرة تتبع كوكبة ذات الكرسي. اكتشفها هاينريش لويس دريست في 4 فبراير 1865.

## روابط خارجية
- NGC 358 على موقع ويكي سكاي: DSS2, SDSS, GALEX, IRAS, Hydrogen α, X-Ray, Astrophoto, Sky Map, Articles and images